# 平野停留場
平野停留場（ひらのていりゅうじょう）は、かつて大阪市平野区平野本町1丁目16番地・平野本町2丁目4番地・平野本町4丁目2番地が接する地点にあった南海電気鉄道平野線の駅（電停）である。
特徴ある駅舎を有しており、1976年（昭和51年）以降、平野線で唯一の有人駅となり、乗車券類の発売も行われていた。また、乗務員詰所も備えていた。乗務員詰所には南海平野運輸区が併設され、乗務員の宿泊施設もあった。運転終了後の夜間当駅泊となる車両のために、専用の行き先板が備えられていた。
大阪市営地下鉄谷町線（現・Osaka Metro谷町線）天王寺 - 八尾南間開通に伴う南海平野線廃線により、1980年（昭和55年）11月28日に同駅は廃止された。

## 歴史
- 1914年（大正3年）4月26日：阪堺電気軌道（旧）平野支線今池 - 当駅間の開業時に開業。
- 1980年（昭和55年）11月28日：廃止。

## 停留場構造
行き止まり式の2線のホーム（うち1線は切欠きホーム）を有する地上駅。開業当時からの歴史を伝える八角屋根の駅舎があったが、六角形だと思っていた人が多かったため六角堂とも呼ばれていた。
駅舎側が1番のりばで、奥の切欠き線が2番のりばとなっており、1番のりばのホーム先端には便所があった。

### のりば
| のりば | 路線    | 方面                                     | 行先       | 備考                                |
| ------ | ------- | ---------------------------------------- | ---------- | ----------------------------------- |
| 1      | ■平野線 | 阪堺線直通：田辺・阿倍野・今池方面       | 恵美須町   | 朝夕のラッシュ時間帯は2番のりば発着 |
| 2      | ■平野線 | 上町線直通：田辺・阿倍野・天王寺駅前方面 | 天王寺駅前 | 朝夕のラッシュ時間帯は1番のりば発着 |

## 現状
廃止前から有志の団体による募金活動が行われ、地元では駅舎の保存要望が持ち上がったものの計画は実現せず、平野線廃止後に駅施設は解体されることになった。廃止後、駅施設はしばらくの間、大阪市営地下鉄谷町線平野駅への近道として開放され、ホームにはモ205型車両（240号）が保存された。同車は盗難を防ぐためにヘッドライトを取り外し、パンタグラフを上げたままの状態で留置された。同車は手で直接車体に触れることができる位置に保存されていたが、後に駅舎は閉鎖され、留置車両と共に解体された。
解体後は跡地が整備され、「プロムナード平野」という遊歩道（1983年〈昭和58年〉4月に完成）となった。この遊歩道には、当時の駅舎をイメージしたベンチ・駅舎で実際に使用されていた車止め・ホーム上屋の骨組みを利用した藤棚・煉瓦で線路を模した歩道・モ205形電車のレリーフ・信号機が設置されている。
また、平野線廃止から40年以上経った今でも駅前商店街は「平野南海商店街」（愛称は『なんかいもーる』）を名乗っている。

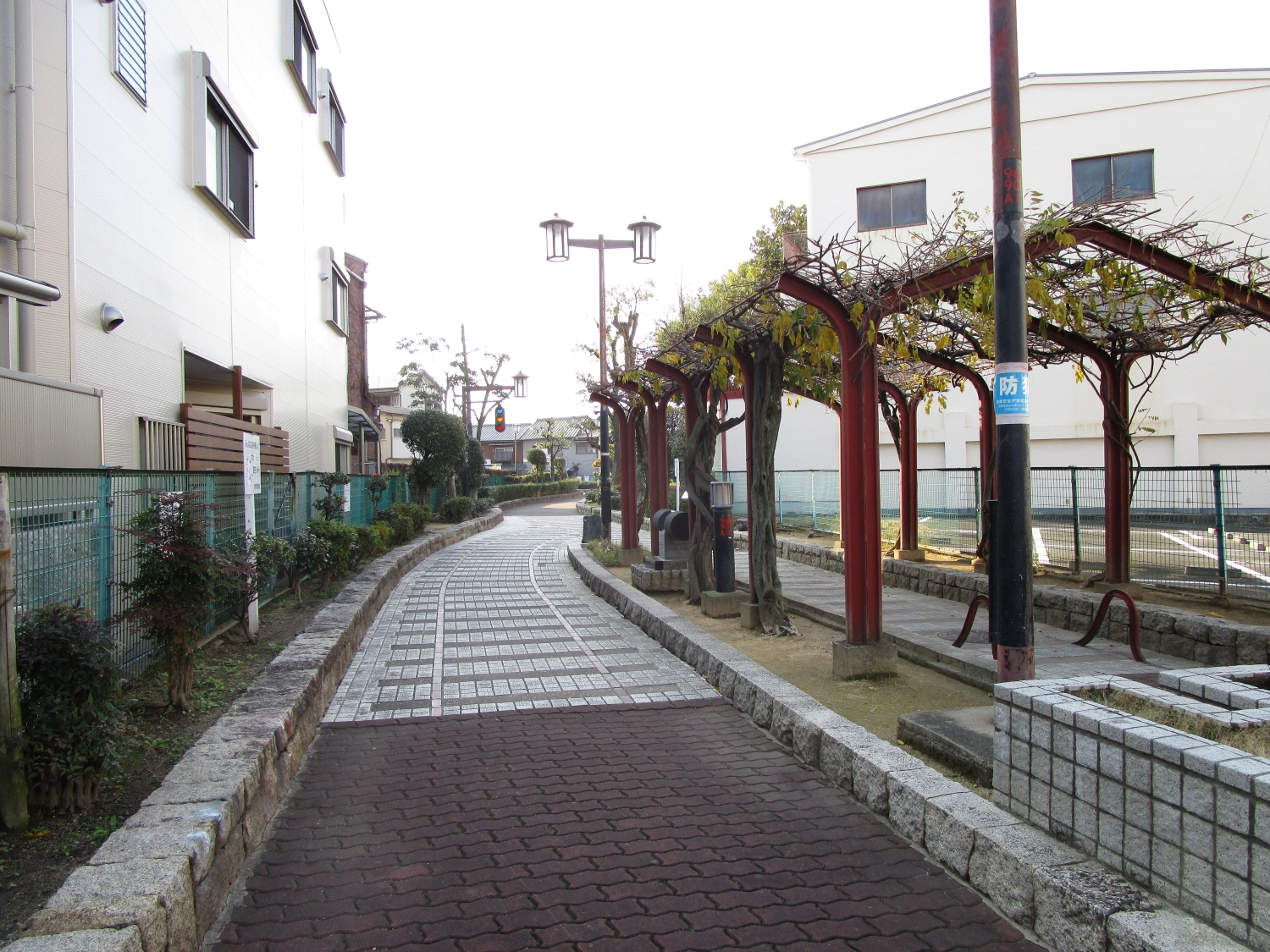
プロムナード平野
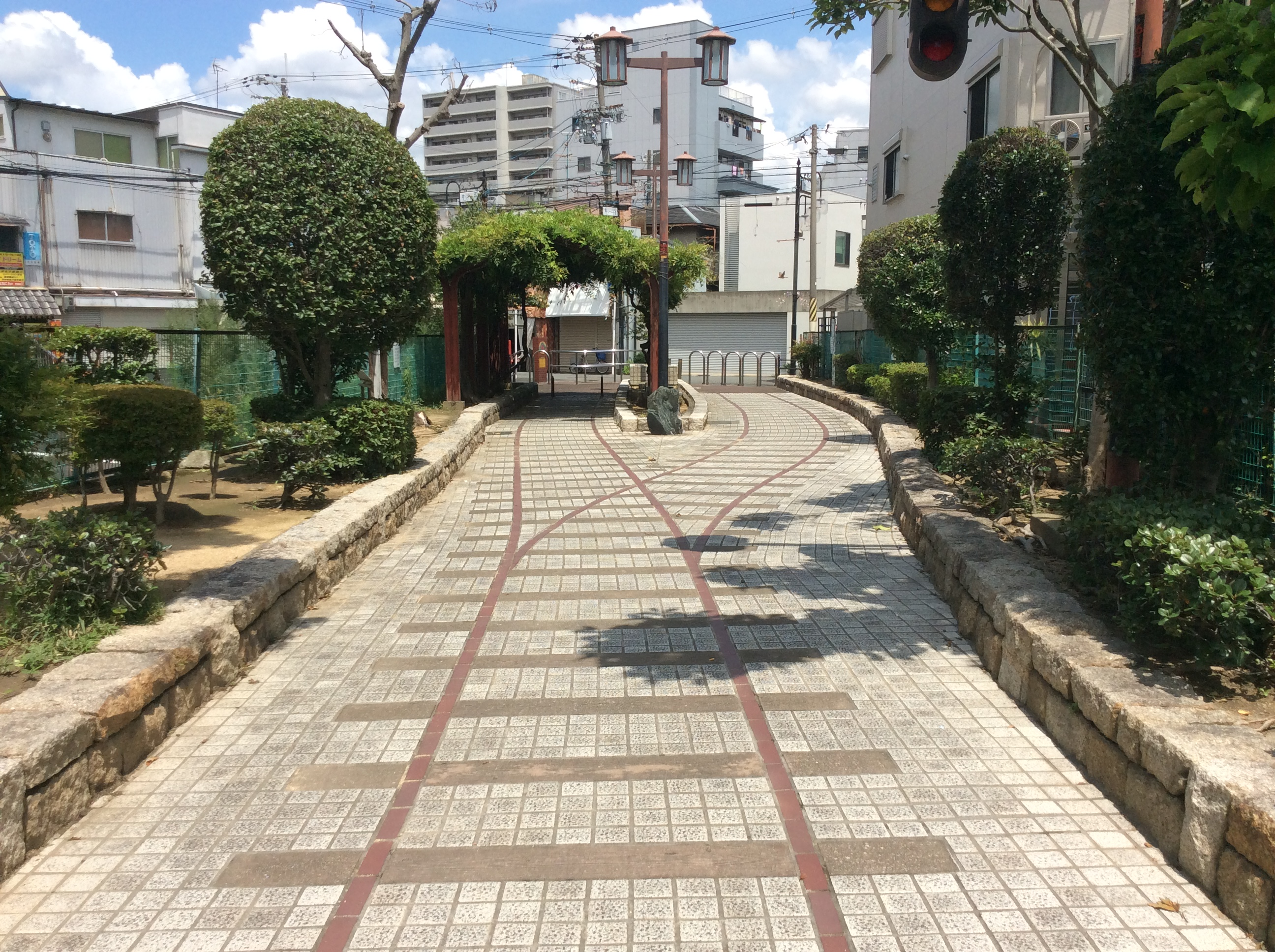
線路を模したタイル
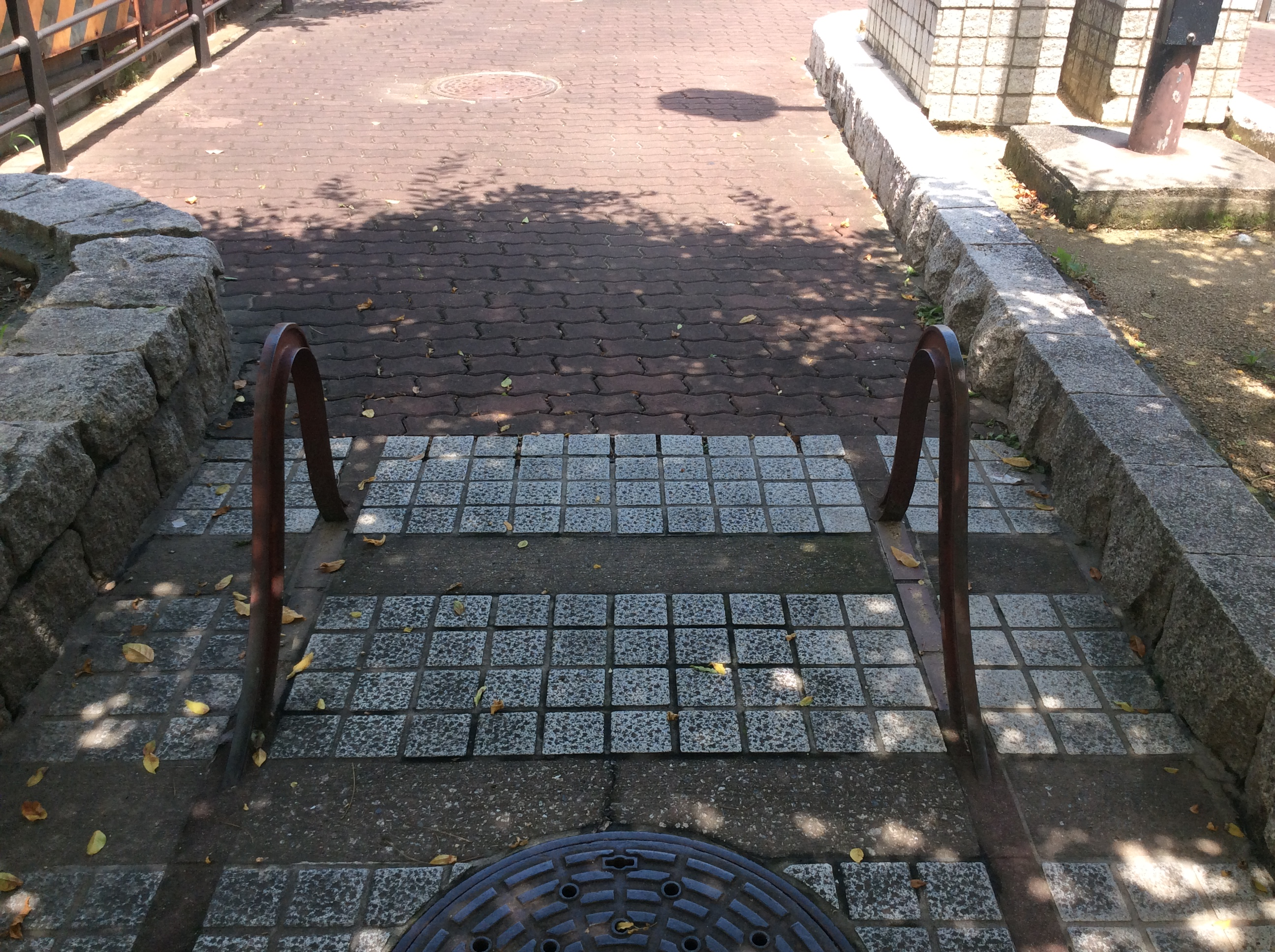
実際に使われていた車止め
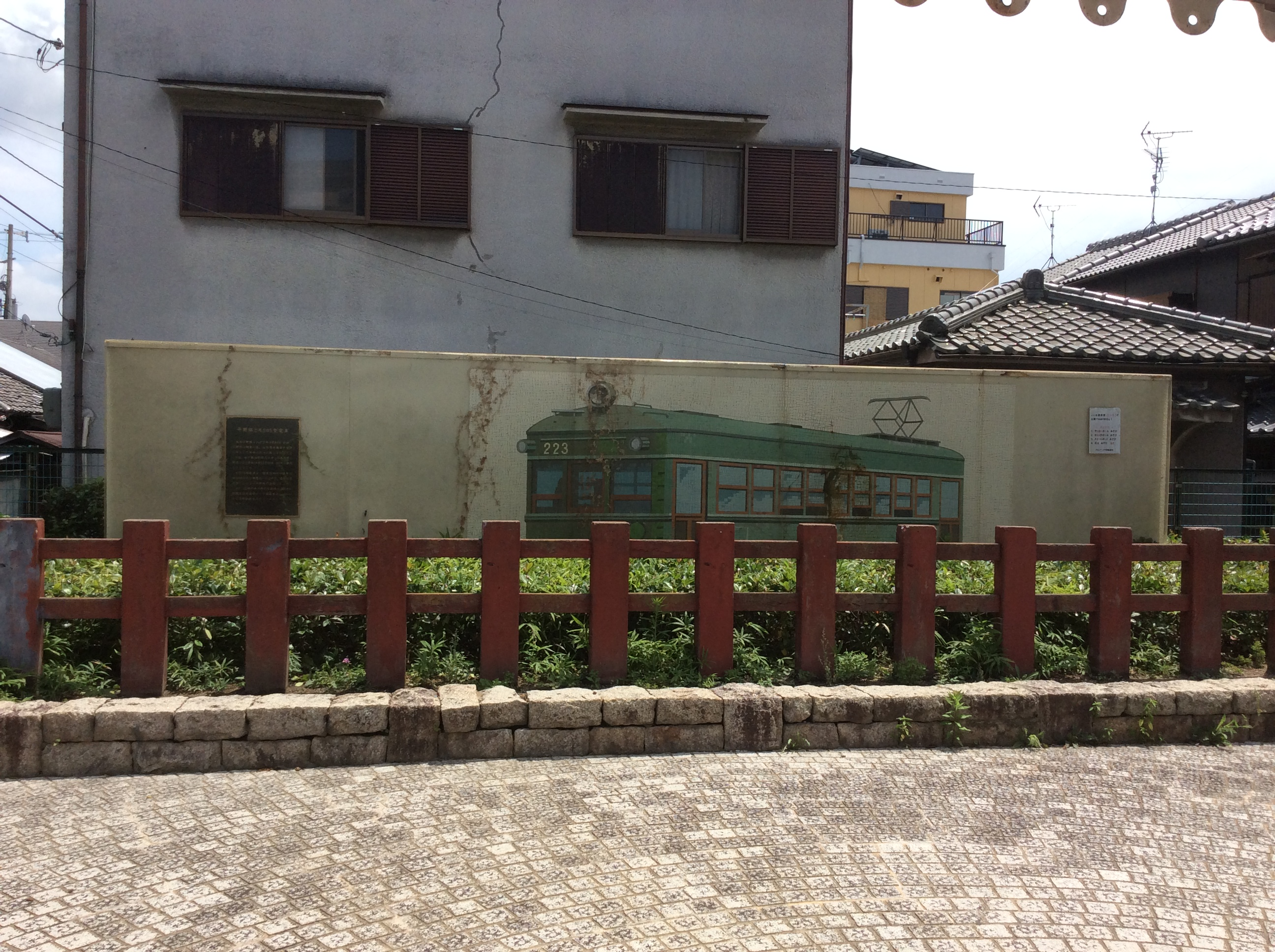
モ205形電車のレリーフ
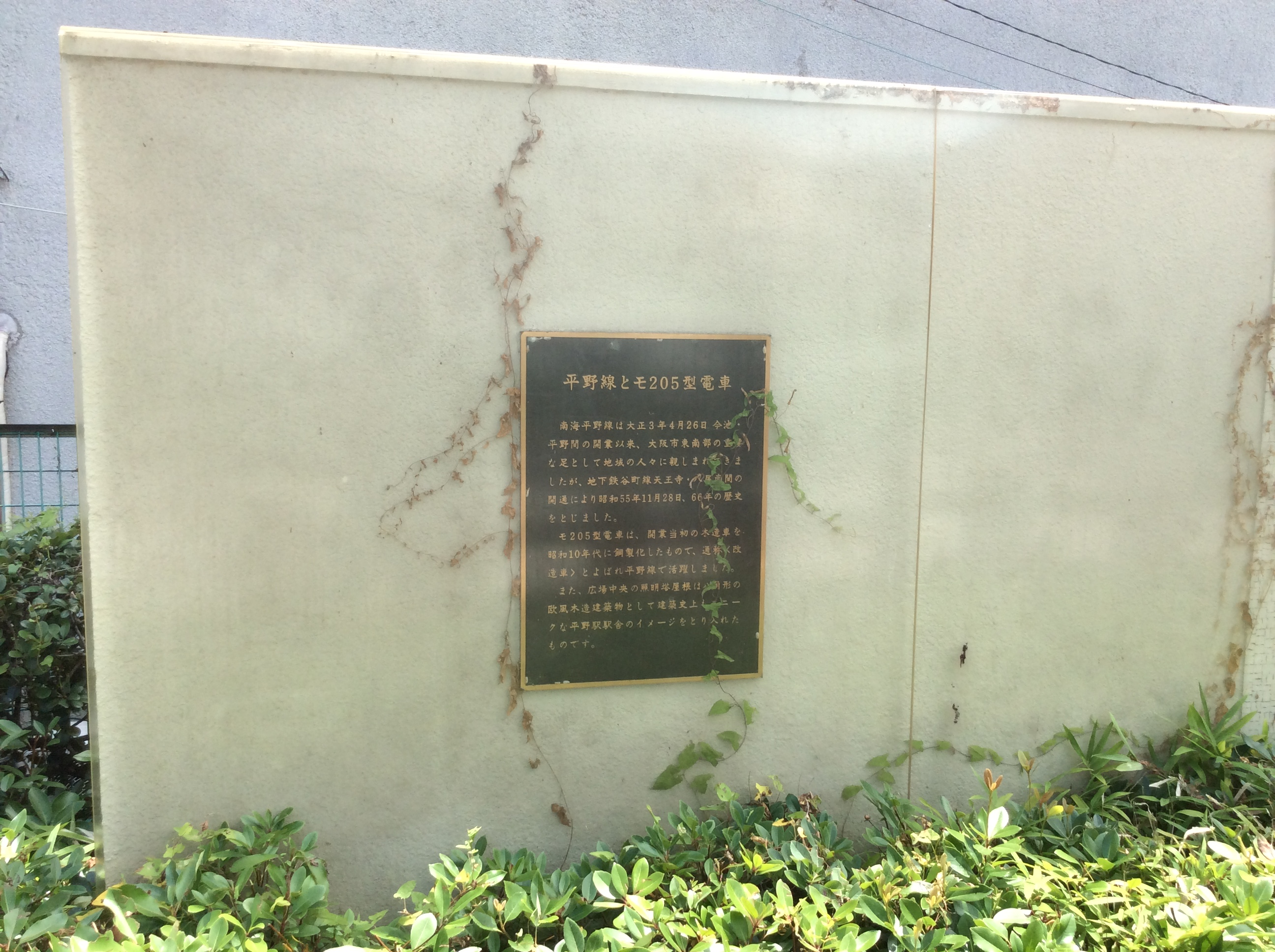
説明書き
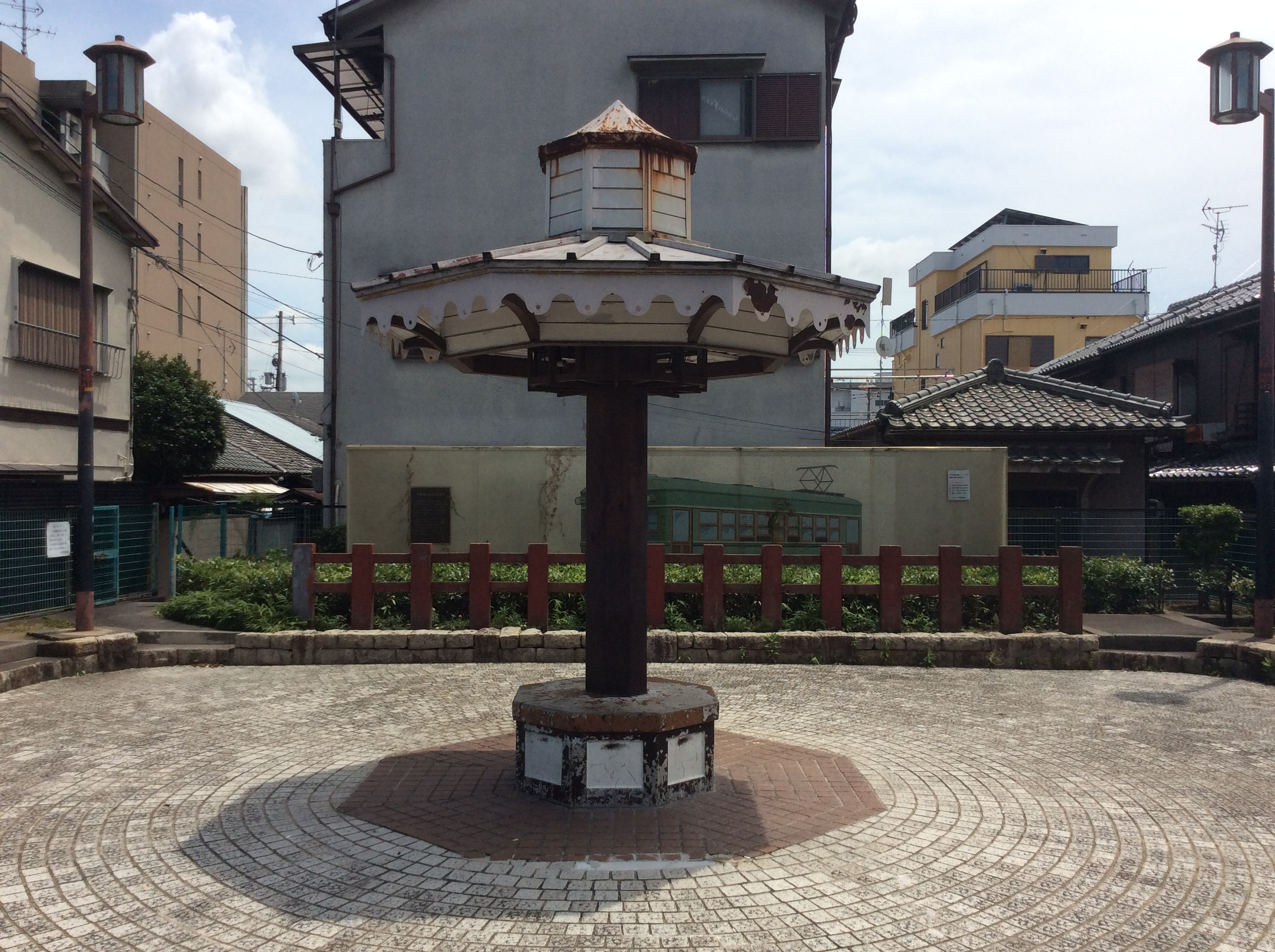
駅舎をイメージしたベンチ
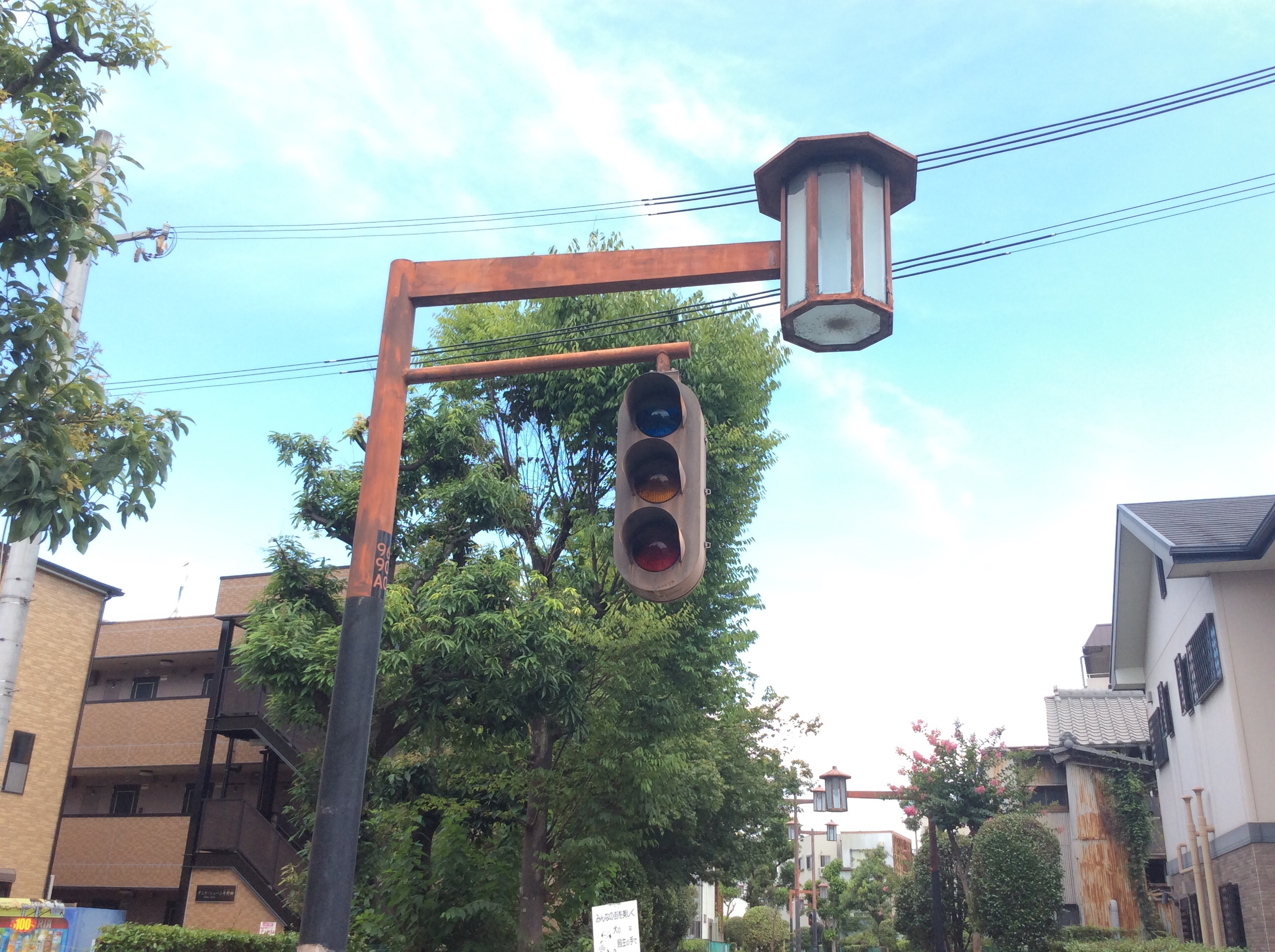
照明と信号機

## 隣の停留場
南海電気鉄道
■平野線
西平野停留場 - 平野停留場